# Charles Dorr
Charles Phillips Dorr (* 12. August 1852 in Miltonsburg, Monroe County, Ohio; † 8. Oktober 1914 bei Marlinton, West Virginia) war ein US-amerikanischer Politiker. Zwischen 1897 und 1899 vertrat er den dritten Wahlbezirk des Bundesstaates West Virginia im US-Repräsentantenhaus.

## Werdegang
Im Jahr 1866 zog Charles Dorr mit seinen Eltern nach Woodsfield (Ohio). Dort besuchte er die öffentlichen Schulen. In den folgenden Jahren arbeitete er als Lehrer in Ohio und West Virginia. Nach einem Jurastudium und seiner im Jahr 1874 erfolgten Zulassung als Rechtsanwalt begann er im selben Jahr in West Virginia in seinem neuen Beruf zu arbeiten. Dorr war Mitglied der Republikanischen Partei und gehörte dem Stadtrat von Webster Springs in West Virginia an. In den Jahren 1884 und 1888 saß er im Abgeordnetenhaus von West Virginia; 1887 übte er in dieser Parlamentskammer das zeremonielle Amt des „Sergeant at Arms“ aus.
1896 wurde Dorr im dritten Distrikt von West Virginia in das US-Repräsentantenhaus in Washington gewählt, wo er am 4. März 1897 die Nachfolge von James Hall Huling antrat. Da er für die folgenden Wahlen von seiner Partei nicht mehr nominiert wurde, konnte Dorr bis zum 3. März 1899 nur eine Legislaturperiode im Kongress absolvieren. In diese Zeit fiel der Spanisch-Amerikanische Krieg. Dabei kamen die Philippinen und einige andere pazifische Inseln unter amerikanische Kontrolle.
Nach dem Ende seiner Zeit im Kongress arbeitete Dorr wieder als Anwalt in Webster Springs. Er starb am 8. Oktober 1914 auf seinem Anwesen in der Nähe von Marlinton.